# إعادة التوطين في بلد ثالث
تعتبر إعادة التوطين في بلد ثالث أو إعادة توطين اللاجئين وفقا للمفوضية السامية للأمم المتحدة لشؤون اللاجئين، واحدة من ثلاثة حلول دائمة للاجئين الذين فروا من مواطنهم (العودة الطوعية إلى الوطن والاندماج المحلي هما الحلان الآخران). يمكن أن يُشار إلى اللاجئين المعاد توطينهم بلاجئي الكوتا أو اللاجئين الشرطيين، حيث أن الدول لا تستقبل سوى عدد معين من اللاجئين كل عام. كان هناك 65.6 مليون مشرد قسري في جميع أرجاء العالم وأُعيد توطين حوالي 190.000 منهم في بلد ثالث.

## تاريخ إعادة التوطين
- قامت منظمة اللاجئين الدولية بإعادة توطين أكثر من مليون لاجئ بين عامي 1947 و1951. انتشروا في جميع أنحاء أوروبا بعد الحرب العالمية الثانية. وأُعيد توطين 80٪ منهم خارج أوروبا.[2] كمثال لإعادة التوطين داخل أوروبا: أُعيد توطين 150.000 جندي بولندي وعائلاتهم في المملكة المتحدة بحلول عام 1949.[3]
- فر 200,000 هنغاري إلى يوغسلافيا والنمسا بسبب الغزو السوفييتي في هنغاريا عام 1956، وأُعيد توطين ما يقارب 180,000 هنغاري من الذين فروا إلى النمسا في 37 من البلدان الثالثة في غضون ثلاث سنوات. كان للغزو السوفيتي في تشيكوسلوفاكيا في عام 1968 نفس التأثير، حيث هرب العديد من التشيكوسلوفاكيين من بلادهم وأُعيد توطينهم لاحقا.[4]
- طُردت معظم الأقلية الآسيوية من أوغندا في عام 1972، وأُعيد توطين حوالي 40,000 من الأوغنديين الآسيويين في بلدان ثالثة.
- أُعيد توطين 5000 لاجئ من شيلي من الدول المجاورة، في أعقاب الانقلاب الذي حدث في شيلي عام 1973.
- أُعيد توطين 650,000 لاجئ فيتنامي في الولايات المتحدة.[5]
- قُبِل حوالي 21,800 عراقي من أجل إعادة التوطين من المملكة العربية السعودية بين أبريل عام 1992 ويونيو عام 1997، بعد حرب الخليج الأولى.
- غادر أكثر من 11,000 سجين في أماكن الاحتجاز في البوسنة والهرسك إلى بلدان ثالثة بين عام 1992 ويوليو عام 1993. وشاركت المفوضية بشكل مباشر بحلول يونيو عام 1997، في إعادة توطين حوالي 47,000 لاجئ من يوغسلافيا السابقة.[6]
- أُعيد توطين أكثر من 100,000 لاجئ من ميانمار من مخيمات اللاجئين في تايلاند منذ عام 2004، كما أُعيد توطين العديد من الأشخاص من ماليزيا خلال الفترة نفسها.[7]

## مراحل مسيرة إعادة التوطين
هناك ثلاث مراحل لإعادة التوطين:
ما قبل المغادرة من بلدهم الأصلي، والمغادرة التي هي أثناء عملية إعادة التوطين، وما بعد الوصول في بلدهم الجديد.

### ما قبل الوصول

#### اختيار وفقا للحساسية
الشرط المسبق لإعادة التوطين هو أن يُسجَّل كلاجئ لدى مفوضية الأمم المتحدة لشؤون اللاجئين وأن يخضع لعملية تحديد وضع اللاجئ (أر إس دي) بناء على تعريف اللاجئ بموجب اتفاقية عام 1951. تقوم المفوضية السامية الأمم المتحدة لشؤون اللاجئين أو المنظمات الأخرى (مثل رفيوجي بوينت والجمعية العبرية لمساعدة المهاجرين) بتقديم إحالات من اللاجئين لإعادة التوطين، إذا تطابق وضعهم مع المستوى العالي للخطورة والحساسية في أول بلد للجوء. ليس باستطاعة اللاجئين التقدم بطلب إعادة التوطين بأنفسهم. قد تختلف إجراءات الاختيار بين مكاتب المفوضية، إلا أن المعايير التالية تُستخدم بشكل عام:
- تعرُّض السلامة البدنية والحقوق القانونية للخطر في بلد اللجوء.
- تجربة سابقة في العنف والتعذيب.
- احتياجات طبية كبيرة لا يمكن توفيرها في بلد اللجوء.
- المخاطر القائمة على الجنس/النوع الاجتماعي في بلد اللجوء.
- تعرُّض الأطفال واليافعين للخطر في بلد اللجوء.
- إعادة التوطين هي الطريقة الوحيدة للم شمل الأسرة.
- إعادة التوطين هي الطريقة الوحيدة لبناء مستقبل دائم.

من الضروري إجراء التقييم حتى لو استُوفيَ واحد أو أكثر من هذه المعايير، لمعرفة إذا ما كانت إعادة التوطين في بلد ثالث هو الحل الدائم الأنسب مقارنة بالعودة الطوعية والاندماج المحلي.
يمكن أن يُقدّم العديد من اللاجئين لإعادة التوطين إذا ما تشاركوا ظروف معينة، مثل الأسباب المماثلة لهربهم وعدم احتمال عودتهم. وكمثال على إعادة التوطين الجماعية هو «أبناء السودان الضالين» من كينيا، واللايبيريون من غينيا وسيراليون، والبورونديون من تنزانيا، والإريتريون من إثيوبيا والمملكة العربية السعودية.

#### التحيز في عملية الاختيار
تميل الدول المستقبلة إلى استخدام معاييرها الخاصة لاختيار اللاجئين لإعادة التوطين. تعطي العديد من الحكومات الأولوية للنساء والأسر الكاملة والذكور غير المتزوجين. وذلك من أجل تقليل المخاطر الأمنية المحتملة.
قد ينحاز موظفو مفوضية الأمم المتحدة المسؤولون عن إعادة التوطين، والذين يقدمون ملفات اللاجئين إلى البلدان المستقبلة المحتملة في هذا الاختيار. تبين أن العاملين في المفوضية في نيروبي ابتزوا أموالا من اللاجئين من أجل أماكن إعادة التوطين. يُرجح أن توضع العائلات الكبيرة بالاعتبار لإعادة التوطين أكثر من العزّاب، لأن موظفي إعادة التوطين سيعملون على عدد أقل من ملفات القضية لكل شخص مقدم، عند إحالة العائلات الكبيرة. كما يقل احتمال تقديم الرجال العزّاب المحتمل أن يتلقوا فحصا أمنيا أكثر شمولا ويستغرق وقتا طويلا لإعادة التوطين.
قد تشمل الإحالة لإعادة التوطين لعبة مملة مع رؤساء اللاجئين أو موظفي الوكالة أو حراس الأمن. يمكن للرؤساء المساعدة في اختلاق القصص أو تجاهل القضايا الأمنية الحقيقية، ويمكن للاجئين أنفسهم التلاعب بعملية الاختيار، فقد لا يذكروا أنهم تزوجوا مؤخرا بغية عدم تأجيل مغادرتهم أو قد يدعوا أنهم أصغر سنا من أجل زيادة فرص إعادة توطينهم. قد يبالغون في مستوى حساسية وضعهم كما لوحظ في كاكوما، حيث شن الرجال هجمات عنيفة على أنفسهم أو منازلهم، وتظاهرت النساء بالاغتصاب، وقد يخفون ماضيهم العسكري أو الثوري، أو يغيرون انتماءهم العرقي، بغية الانتماء إلى جماعة مضطهدة معينة.

#### اختيار البلدان
يُقتَرح اللاجئون على البلدان المناسبة التي تدير برامج إعادة التوطين، بعد إحالتهم لإعادة التوطين والموافقة على إعادة توطينهم. يمكن لكل حكومة مشاركة، الاختيار من بين الإحالات ولا يمكن للاجئين أنفسهم اختيار بلد إعادة التوطين. على الرغم من عدم أحقية البلدان المستقبلة اختيار اللاجئين وفقا لمعاييرها الخاصة، فقد تؤثر الرغبات الاجتماعية والسياسية على مجموعات اللاجئين التي تُستقبل.
تتخذ الدول قراراتها بناء على ملف أو مقابلة لاحقة مع اللاجئ. توجد مقابلات إضافية مع الحكومة وفحوصات أمنية بعد اكتمال عملية الاختيار. قد تكون عملية المقابلة صعبة على الأطفال والشباب البالغين. وفقا لدراسة «أبناء السودان الضالين»، أفاد 74٪ من 304 شخص من اللاجئين السودانيين الذين شملهم الاستطلاع في برامج تبني اللاجئين المحليين التابع لبرنامج اللاجئين القاصرين غير المصحوبين في الولايات المتحدة، أنهم وجدوا المقابلة في مكتب الهجرة والمعاملة صعبة من الناحية العاطفية.
يلي اجتياز الفحوصات الأمنية، تقييمات صحية وتدريب على التوجيه الثقافي، ويركز الأخير على التحديات المحتملة للاجئين في البلد المستقبل. قد لا تتم تدريبات التوجيه الثقافي وتختلف في المدة والعمق. قدم برنامج إعادة التوطين «ذا غيتواي» على سبيل المثال أسبوعين من التوجه الثقافي عند إطلاقه في عام 2004، لكن المدة تقلصت إلى ثلاث ساعات في عام 2016. بالإضافة إلى مساعدة اللاجئين على البدء في الاستعداد للحياة في بلد جديد، ويمكن أن يساهم التوجيه الثقافي في الريبة والضغط المرتبط بإعادة التوطين.

### المغادرة
يُساعد اللاجئون في السفر إلى البلد المستقبِل، بالطائرة عادة. عادة ما يستغرق الأمر ما بين 18 إلى 24 شهرا منذ الاختيار لإعادة التوطين حتى الوصول فعليا إلى الولايات المتحدة. يتعين على اللاجئين الذين يُعاد توطينهم في الولايات المتحدة سداد دين مقابل تذاكر سفرهم التي تقدمها المنظمة الدولية للهجرة.
يمكن إحضار اللاجئين، في الظروف التي تستوجب إخلاء اللاجئين فورا من الحالات التي تهدد حياتهم، إلى مراكز العبور لحالات الطوارئ، التي توفر ملاذا آمنا مؤقتا قبل أن تستعد الدول المستقبلة لأخذهم. كان مركز تيميشوارا للعبور في حالات الطوارئ في رومانيا، الذي افتُتِح في عام 2008، أول مركز إجلاء في أوروبا. افتُتِح مركز هوميني للعبور في حالات الطوارئ في سلوفاكيا في عام 2009. ويمكن أن تستوعب هذه المراكز مجتمعة ما يصل إلى 300 شخص فقط.
يرافق موظفو المنظمة الدولية للهجرة اللاجئين إلى الدولة المستقبلة ويمكنهم توفير مرافقة طبية إذا لزم الأمر. تساعد المرافقة اللاجئين في الاستعداد للسفر وفي الرحلة نفسها، وفي توجيههم ومتابعتهم طوال الرحلة، وحتى يتم تسليمهم إلى خدمة ما بعد الوصول في البلد المستقبِل، نظرا لعدم امتلاك معظم اللاجئين أي خبرة في السفر الجوي.

### ما بعد الوصول
يُستقبل اللاجئون في المطار ويحصلون على الدمج الفوري والدعم التوجيهي في معظم البلدان. يحق للاجئين فور وصولهم إلى البلد الإقامة في البلاد ولن يحتاجوا إلى تقديم طلب اللجوء. يجب على اللاجئين المُعاد توطينهم في الولايات المتحدة دفع الإيجار بعد ستة أشهر. يكون التركيز الرئيسي بمجرد إعادة توطين لاجئ في دولة ثالثة، هو مساعدته على تحقيق الاكتفاء الذاتي.

## برامج إعادة التوطين
تُعقد المشاورات السنوية ثلاثية الجانب حول إعادة التوطين منذ عام 1995. تجتمع في هذه المشاورات المفوضية السامية للأمم المتحدة لشؤون اللاجئين والحكومات المشاركة أو المهتمة، والمنظمات غير الحكومية، تجتمع لتناقش استراتيجيات إعادة التوطين العالميّ والمحليّ، وشراكاته، والوصول إلى توافقات في شأنه. في عام 2012 كان في المشاورات 26 من دول العالم الثالث تقوم على برامج إعادة توطين جارية ومحددة، بالشراكة مع المفوضية السامية للأمم المتحدة لحقوق اللاجئين. أكبر برامج إعادة التوطين تقوم عليها الولايات المتحدة الأمريكية، وكندا، وأستراليا. تقوم بعض الدول الأوروبية على مخططات أصغر، وفي عام 2004 أسّست المملكة المتحدة مخططها الخاصّ، المُسَمّى برنامج حماية البوّابة، وكان نصيبه البدئيّ من اللاجئين 750 كلّ سنة. أصغر برنامج تقوم عليه اليابان، ويوفّر 30 مكانًا لإعادة التوطين في السنة.

### أوروبا
في سبتمبر 2009 أعلنت المفوضيّة الأوروبية عن خطط لبرنامج إعادة التوطين المشترك للاتحاد الأوروبي. وفي هذا المخطط تقرر الدول الأعضاء في الاتحاد الأوربي معًا كلّ سنة لأيّ اللاجئين ستكون الأولويّة. ستتسلّم الدول الأعضاء 4 آلاف يورو من الصندوق الأوروبي للاجئين من أجل كلّ لاجئ يعاد توطينه.

### الولايات المتحدة
ساعدت الولايات المتحدة في إعادة توطين نحو مليوني لاجئ بين عامي 1945 و1979، ثمّ أعيد تشكيل برنامجها لإعادة التوطين. تختبر اللاجئين الراحلين إلى الولايات المتحدة ستّ وكالات فدراليّة مختلفة. ويستغرق الأمر وسطيًا من طلب اللجوء حتّى الوصول إلى الولايات المتحدة من 18 إلى 24 شهرًا. وللولايات المتحدة مكتب لإعادة توطين اللاجئين يساعد اللاجئين من خلال برامج تزوّدهم بمصادر تساعدهم لكي يصبحوا أعضاء مندمجين في المجتمع الأمريكي.
في دراسة استكشافية للأساليب التي يتبعها مكتب إعادة التوطين الأمريكي، حُدّد عدد من العوامل الأساسية المشاركة في التوظيف الناجح: 1) خدمات ما بعد التوظيف، وما قبل التوظيف، 2) الأساليب الموجهة لشخصِ كلّ لاجئ، 3) التنوّع الثقافي لدى الموظفين، 4) اللاجئون الناجون الذين يبعثون على التحفيز والنشاط، 5) الرسالة الواضحة عن مهمّة مكتب إعادة التوطين في كلّ برامجه، 6) التشارك الصحيح بين مساعدي اللاجئين، وبين اللاجئين والخدمات العامّة على مستوى النظام. حدد مكتب إعادة التوطين كذلك عددًا من مجالات التطوير في هذه البرامج كالحاجة إلى بنية توظيف في المجتمع تقوم عليها وكالات خدمة اللاجئين، والتركيز الأكبر على صعوبة التوظيف، والإبداع المتزايد في تحديد فرص العمل وتجاوز الحدود، وإقامة مستويات أصحّ وأعلى من الدعم المادي والتدريب من أجل كل موقع وظيفي، وفهم أكبر للمشاكل الثقافية التي تؤثر في تصميم البرنامج، إلخ.
يُحَدّد عدد اللاجئين الذين يعاد توطينهم في الولايات المتحدة قانونيًا بسقفٍ يحدده الرئيس كلّ سنة مالية. منذ 1980، استقرّ 50 ألف لاجئ في كلّ سنة ماليّة. انخفض العدد هذه السنة المالية 2019 من 45 ألفا إلى 30 ألفًا، وهو أصغر رقم في التاريخ بعد فترة أحداث 11 سبتمبر.
يستفيد اللاجئون من 11 وكالة تطوعية، وهي منظمات غير حكومية تساعد الحكومة في عملية إعادة التوطين. تساعد هذه المنظمات اللاجئين في حاجاتهم اليومية من أجل التحول إلى ثقافة مختلفة بالكامل. وعادةً لا تموّل الحكومة هذه المنظمات، بل تعتمد الوكالات التطوعية على مصادرها الخاصة ومتطوعيها. معظم الوكالات التطوعية لها مكاتب محلّيّة، ومختصّون اجتماعيون يقدّمون دعمًا فرديًا لكل حالة لجوء. تعتمد هذه الوكالات على دعم الأفراد أو المجموعات، كالتجمّعات الدينيّة والمنظّمات المحلّيّة. أكبر وكالة تطوعية هي وكالة خدمات الهجرة واللاجئين التابعة للاتحاد الكاثوليكي الأمريكي. ومن الوكالات التطوعية: وكالة الخدمة الكنسية العالمية، قسّيسيّة الهجرة الأسقفيّة، مجلس تنمية المجتمع الإثيوبي، مجتمع دعم اللاجئين العبريين، تنسيقيّة الإنقاذ العالميّة، دائرة الهجرة واللاجئين اللوثريّة، واللجنة التنسيقيّة الأمريكيّة للاجئين والمهاجرين، ومنظّمة إغاثة العالم.
لاستخدام الوكالات بدلًا من الحكومة من أجل إعادة التوطين إيجابيّات عديدة. أولًا، قُدّرت كلفة إعادة التوطين الحكوميّة بضعفي كلفة إعادة التوطين التي تقوم عليها الوكالات التطوعية. لأنّ هذه الوكالات قادرة عادةً على جمع قدر أكبر من التبرّعات، والمتطوعين كذلك، وهم أهمّ. ووفقًا لدراسة، فإنّنا إذا أخذنا في الحساب حقيقة عمل موظّفي إعادة التوطين في الليل، والعُطل الرسمية، وفي غير أوقات الدوام من أجل تلبية متطلبات التحوّل الثقافيّ للاجئين الجدد، تنخفض الكلفة الكلّيّة للعمل التطوّعيّ إلى نحو الربع. الوكالات التطوعية أشدّ مرونة واستجابة من الحكومة، لأن الوكالات أصغر، وهي تعتمد على تمويلها الخاص.

### أمريكا الجنوبية
استقرّ 1100 لاجئ معظمهم كولومبيون في أمريكا الجنوبية بين عامي 2005 و2014 في «برنامج إعادة التوطين التعاونيّ». ومع هذا فإنّ 22% من اللاجئين الذي توقِّعت إعادة توطينهم في الولايات المتحدة أو أوروبا غادروا البلاد مرة أخرى، عائدين ربما إلى بلد لجوئهم الأول، أو إلى بلدهم الأصليّ.
في عام 2011، بلغ مجموع مقاعد إعادة التوطين في الأرجنتين والبرازيل وتشيلي والباراغواي والأورغواي معًا 230 مقعدًا.